# Kalmar
Kalmar je mesto ob Baltiku na jugovzhodnem Švedskem. Leta 2010 je imelo 36.392 prebivalcev. Mesto je središče Okraja Kalmar, ki ima 12 občin z 236.399 prebivalci (2015). 
Od 13. do 17. stoletja je bil Kalmar eno od najpomembnejših švedskih mest. Od leta 1602 do 1913 je bil sedež škofije s svojim škofom. Stolnica iz leta 1792 je lep primer klasične arhitekture. V srednjem veku je bil utrjeno mesto s Kalmarskim gradom v središču. S sklenitvijo Roskildskega sporazuma leta 1658 se je njegov pomen zmanjšal do 19. stoletja, ko se je v mestu začela razvijati industrija. V mestu je nekaj oddelkov  Lineusove universe. 
Iz Kalmarja vodi preko Ölandskega mostu glavna cesta na otok Öland.

## Zgodovina
Področje Kalmarja je bilo naseljeno že v prazgodovini. Arheologi so med izkopavanji odkrili sledove kamenodobnih grobišč. Najstarejši sledovi mesta so iz 11. stoletja. Po srednjeveški ljudski pripovedki je norveški kralj Olaf II. svoje ladje preselil v Kalmar. Najstarejši mestni pečat je iz obdobja 1255-1267 in je najstarejši znani mestni pečat v Skandinaviji. 
V 12. stoletju je bil zgrajen prvi grad z okroglim stražnim stolpom. Grad se je do 13. stoletja stalno dograjeval. Kraljica Margareta I. Danska je 13. julija 1397 v gradu sklicala skupščino danskih, norveških in švedskih državnih vrhov, ki so ustanovili tripartitno Kalmarsko unijo. Unija je trajala do leta 1523. 
Kalmar je imel ugodno strateško lego v bližini danske meje, pristanišče, trgovsko mrežo in nekaj fevdov. 
Z nazivom kalmarski krvavi ples sta povezana dva med seboj neodvisna dogodka. Prvi je bil leta 1505, ko je Ivan, kralj Danske, Norveške in Švedske,  ukazal usmrtiti kalmarskega župana in cel mestni svet. Drugi je bil leta 1599 na ukaz vojvode Karla, ki je kasneje postal švedski kralj Karel IX.
V 1540. letih so prvi švedski kralj Gustav Vasa in njegova sinova Erik XIV. in Ivan III. grad prenovili v mogočnem renesančnem slogu, kakršen je še danes. 
Kalmar je leta 1603 postal sedež škofije, ki je bila ukinjena leta 1915. Leta 1634 je bila ustanovljena Kalmarska grofija s središčem v Kalmarju. Leta 1660 se je začela po načrtih Nikodema Tessina starejšega graditi stolnica, posvečena leta 1703.
Z danskim obleganjem Kalmarskega gradu se je leta 1611 začela kalmarska vojna, ki  je trajala do leta 1613. Leto 1611 se omenja kot najstrašnejše v kalmarski zgodovini, čeprav ni bilo edino. Največ krvi je bilo prelite v okolici gradu. Med skanijsko vojno v 1670. letih je mesto doživelo 22 obleganj, grad pa ni bil nikoli osvojen. Po sklenitvi Roskildskih sporazumov leta 1658 je strateški pomen Kalmarja začel upadati, ker se je švedska meja z Dansko pomaknila proti jugu. Švedski kralj je leta 1689 glavno bazo vojnega ladjevja preselil na jug v Karlskrono, s čimer je Kalmar izgubil status glavne švedske vojaške baze.

### Danes
V novejšem času je bil Kalmar industrijsko mesto, kjer je Kalmar Verkstad izdeloval parne stroje, vlake in velike stroje, kasneje pa ga je kupil Bombardier, ki je tovarno leta 2005 zaprl. Ladjedelnica Kalmar Shipyard je bila ustanovljena leta 1679 in zaprta leta 1981. Volvo je svojo tovarno v Kalmarju za izdelavo avtomobilov, tj. 264, 740, 760, 960, odprl leta 1974, vendar jo je zaprl leta 1994, zaradi nadaljnje selitve industrijskih delovnih mest v 1990-ih in 2000-ih letih pa je bilo izgubljenih približno 2000 industrijskih delovnih mest. Kalmar ima univerzo z več kot 9000 študenti in raziskovalni center za Telia Sonera.
Kalmar je začel celovit program za zmanjšanje porabe fosilnih goriv. Lokalno prevozniško podjetje, ki zaposluje skoraj 450 ljudi, je namestilo računalnike, ki spremljajo učinkovitost porabe goriva, in zmanjšalo porabo dizelskega goriva za 10 odstotkov, s čimer je stroške naprav odplačalo v samo enem letu. Podjetje zdaj išče gorivo za svoj prihodnji vozni park z biodizlom.
Velika tovarna lesne celuloze izkorišča paro in vročo vodo, ki jo je nekoč sproščala kot odpadke, za ogrevanje prek podzemnih cevi in proizvede dovolj električne energije za napajanje lastnega delovanja in 20.000 domov.
Kolesarske steze so pogoste; na primer Kalmarsundsleden, avtomobili pa se vrstijo pri javni črpalki za bioplin v mestu Kalmar. Gradbeni predpisi zdaj zahtevajo toplotno izolacijo in učinkovita okna za novogradnje ali prenove. Ulična razsvetljava uporablja nizkoenergijske natrijeve žarnice, prodajalci avtomobilov pa promovirajo varčna in hibridna vozila.
Leta 2011 se je začela gradnja Guldfågeln Arena. To je novi stadion mestne nogometne ekipe Kalmar FF. Kapaciteta stadiona je 12.000 ljudi in je trenutno eden najnovejših stadionov na Švedskem. Stadion je bil zgrajen tudi za gostovanje koncertov, in to poleti 2011, ko so nastopili švedski umetniki Håkan Hellström in The Ark.

## Mestna krajina
Osrednji deli Kalmarja so predvsem na otoku Kvarnholmen. Tam je med drugim  okrajni muzej, mestna hiša in številne druge občinske ustanove. Kvarnholmen je okrožje na Švedskem z največ zaščitenimi stavbami. Na Kvarnholmenu je  tudi stari vodni stolp, okoli otoka pa so ohranjeni deli mestnega obzidja. Severozahodno od Kvarnholmena je okrožje Malmen. Na Malmenu se nahaja še več drugih ustanov, vključno s Komvuxom in okrožnim sodiščem. V Malmenu sta tudi mestna knjižnica in zapor.
Kalmar je razdeljen na 18 okrožij.

### Stavbe
Kot zgodovinsko pomembno rezidenco in škofijsko mesto ter nekdanje obmejno mesto ima Kalmar v mestu več veličastnih stavb. V srednjem veku je bil Kalmar eno redkih mest na Švedskem, ki ga je obdajalo pravo obzidje, in danes so na nekaterih mestih v starem mestnem jedru še vedno ostanki tega. Na Kvarnholmenu so ohranjeni pomembni deli mestnega obzidja in utrdb iz 17. stoletja. Mestu se je uspelo izogniti rušilnemu besu v 1960-ih in 1970-ih, ki je takrat prizadel številna druga švedska mesta. Zgodovinsko pomembna območja Kvarnholmena in starega mestnega jedra s Kalmarskim gradom so bila relativno dobro ohranjena, medtem ko so bili veliki deli Malmena, ki je večinoma nastal konec 19. stoletja, porušeni, da bi naredili prostor za nove komplekse za okrožni upravni odbor. Velik del starega mestnega jedra je zato še vedno v dobro ohranjenem stanju.
Kalmar ima veliko veličastnih baročnih stavb, kot je stolnica.
Med sodobne znamenitosti spada most Ölandsbron; gradnja se je začela leta 1967, most pa je bil odprt leta 1972. Most Ölandsbron je visok več kot 40 metrov in je v celoti viden nad velikim delom mesta. S svojimi 6072 metri je bil dolgo časa najdaljši most v Evropi.
Teleskolan je bil velik internat, ki je bil zgrajen kot nadomestilo za nekdanjo izobraževalno ustanovo Televerket v Stockholmu, ki je bila zaprta zaradi vladne odločitve o selitvi. Danes se stavba imenuje Kalmar Nyckel, v njej pa sta hotel in osnovna šola Tallhagsskolan.

#### Kalmarska stolnica
Sodobno mesto se je začelo graditi sredi 16. stoletja. Selitev iz starega v novo mesto je bila večinoma zaključena do leta 1658. Novo utrjeno  mesto je bilo zgrajeno po tedanjih baročnih vzorcih. Stolnica in mestna hiša sta stali druga proti drugi na glavnem mestnem trgu Stortorget.
Stolnica je bila zgrajena po načrtih Nikodema Tessina starejšega in je ena od najvidnejših primerov baročnega klasicizma na Švedskem. Gradnja se je začela leta 1660, bila večkrat prekinjena, tudi zaradi skanijske vojne (1675-1679). Dokončana je bila leta 1703.

## Izobraževanje in muzeji
Nekdanja Univerza v Kalmarju je od leta 2010 del Univerze Linnaeus. Dejavnosti univerze potekajo predvsem v Kalmarju in Växjöju, kampus pa ima tudi v Hultsfredu (glasbena vzgoja). Močna raziskovalna področja v Kalmarju so: vodna ekologija, biokemija, biomedicinska znanost, bioorganska kemija, nanoznanost/nanotehnologija in okoljska znanost.
V mestu so umetnostni muzej Kalmar, pomorski muzej Kalmar in okrožni muzej Kalmar, ki vključuje stalne razstave o kraljevski ladji Kronan in Jenny Nyström.